# Blacksmith Scene
Blacksmith Scene je americký krátký němý film z roku 1893. Režisérem a producentem je William Kennedy Dickson (1860–1935). Film trvá 34 sekund a zobrazuje tři kováře při práci. Po několika úderech jeden vytáhne láhev a všichni se z ní napijí. Po krátké přestávce se všichni tři vrací do práce. Snímek byl natočen pravděpodobně v dubnu 1893 ve studiu Černá Marie, označovaném jako první americké filmové studio, ve West Orange v New Jersey ve spolupráci s Thomasem Alva Edisonem a jeho kinetoskopem.
V roce 1995 byl přidán do United States National Film Registry (Národního filmového registru Spojených států), kde do roku 2010 zaujímal pozici nejstaršího filmu. V roce 2010 se stal nejstarším filmem v seznamu snímek Newark Athlete. Film je od roku 1923, kdy vypršela jeho autorská práva, volným dílem.